# 青森県立三沢高等学校
青森県立三沢高等学校（あおもりけんりつ みさわこうとうがっこう, Aomori Prefectural Misawa High School）は、青森県三沢市松園町一丁目にある県立の高等学校。

## 概要
歴史
1952年（昭和27年）に青森県立三本木高等学校の定時制分校（町立）として開校。1954年（昭和29年）に町立の高等学校として独立。1957年（昭和32年）に青森県へ移管されて県立の高等学校となった。現校名となったのは1968年（昭和43年）。1970年（昭和45年）全日制課程に衛生看護科を、1993年（平成5年）には英語科を設置した。2004年（平成16年）に衛生看護科が廃止されている。2014年（平成26年）に創立60周年を迎えた。2020年度（令和2年度）をもって英語科が廃止となった。
設置課程・学科
全日制課程 2学科
- 普通科

定時制課程 1学科
- 普通科

校訓
「誠実・自主・敬愛」
校章
桜の花を3つ組み合わせたものを背景にして、中央に「高」の文字を置いている。
校歌
作詞は田村文雄（初代教頭）、作曲は呉秦次郎による。歌詞は3番まであり、校名は歌詞に登場しない。

## 沿革
- 1952年（昭和27年）6月1日 - 「青森県立三本木高等学校大三沢分校」（定時制普通課程）を設置。
  - 分校の設置者は大三沢町（町立）。
- 1954年（昭和29年）
  - 1月22日 - 独立が認可される。設置者は大三沢町（町立）。
  - 4月1日 - 青森県立三本木高等学校から分離し、「青森県大三沢高等学校」として独立。通常制普通課程と定時制普通課程を設置。
  - 4月10日 - 開校式を挙行。
- 1957年（昭和32年）3月23日 - 青森県に移管され、「青森県立大三沢高等学校」に改称。
- 1963年（昭和38年）4月1日 - 通常制普通課程を全日制課程普通科に、定時制普通課程を定時制課程普通科に改称。
- 1968年（昭和43年）
  - 4月1日 - 「青森県立三沢高等学校」（現校名）に改称。
  - 8月 - 第50回全国高等学校野球選手権大会（夏の甲子園大会）に初出場。
- 1969年（昭和44年）
  - 3月 - 第41回選抜高等学校野球大会（春のセンバツ甲子園大会）に初出場。
  - 8月18日 - 第51回全国高等学校野球選手権大会（夏の甲子園大会）に2年連続2回目の出場で、準優勝。
- 1970年（昭和45年）4月1日 - 全日制課程に衛生看護科を新設。
- 1978年（昭和53年）12月22日 - 財団法人青森県立三沢高等学校後援会が発足。
- 1992年（平成4年）4月1日 - 衛生看護科を男女募集とする。
- 1993年（平成5年）4月1日 - 全日制課程に英語科を新設。
- 2002年（平成14年）4月1日 - 衛生看護科の募集を停止。
- 2004年（平成16年）
  - 3月31日 - 衛生看護科を廃止。
  - 10月9日 - 創立50周年記念式典を挙行。

## 部活動
運動部
- 硬式野球部

;夏の甲子園大会出場
1969年（昭和44年）第51回大会では、松山商業との決勝戦延長18回の死闘を繰り広げた（再試合に敗れ準優勝に終わる）。当時は屋内練習場などの設備がなく、雪で練習できない期間の長い東北勢は、圧倒的に不利であった。
- サッカー部（男・女）
- ホッケー部（男・女）
- バスケットボール部
- バレーボール部
- ソフトボール部
- 硬式テニス部
- ソフトテニス部
- バドミントン部
- 卓球部
- 陸上競技部
- 剣道部
- 弓道部

文化部
- 自然科学部
- 吹奏楽部
- 放送部
- 書道部
- 美術部
- イラストレタリング部
- 英語同好会
- 茶道同好会

◎生徒会執行部
委員会
- 応援委員会（応援団）

## 著名な出身者
- 太田幸司 - 元プロ野球選手
- 八重沢憲一 - 元プロ野球選手
- 柿崎幸男 - 元プロ野球選手
- 和興（高橋和興） - 俳優（特に特撮物）
- 小林孝志 - ゲームクリエイター
- 起田高志 - プロレスラー
- ELLY（三代目 J SOUL BROTHERS from EXILE TRIBE） - ダンサー